# Ахалцихское сражение (1828)
Ахалцихское сражение — сражение, произошедшее 9 (21) августа 1828 года под стенами крепости Ахалцих (современный город Ахалцихе в Грузии) в ходе Русско-турецкой войны (1828—1829) между русскими войсками под командованием генерала Паскевича и османской армией Киос-Мехмед-паши.
Ранним утром в условиях сильнейшей грозы, что вынудило обе армии использовать только холодное оружие, русские войска, застигнув противника врасплох, заставили армию Киос-Мехмеда-паши отступить. Спустя неделю после победы, 16 (28) августа, в результате штурма, крепость Ахалцих была взята.

## Ход

### Сражение при Ахалцике
После взятия Карса и занятия Ахалкалаки и Хертвиса, И.Ф. Паскевич, двинулся к Ахалцыку с отрядом в 10 тысяч человек, зная, что на помощь турецкому гарнизону крепости из Эрзерума выдвинулись отряды Магомета-Киоса-паши и Мустафы-паши, общей численностью около 25 тысяч человек. Русские стали лагерем в 2,5 верстах от восточного фаса крепости. В тот же день турки численностью около 9 тысяч, атаковали оба фланга русского лагеря, но были отбиты с большим уроном. Однако осада затягивалась, в то же время, из Эрзурума на помощь осаждённому Ахалцыку вышел турецкий корпус. Паскевич принял решение сначала разгромить этот отряд турок. С этой целью, оставив около половины своего отряда под командованием генерала Муравьева, для прикрытия лагеря и осадных работ, Паскевич, с остальной частью (8 батальонов, 25 орудий и вся конница), 9-го августа двинулся к укрепленным лагерям турецкого вспомогательного корпуса, расположенного на высотах, прилегающих к Ахалцыку с запада. 
Турецкие войска в количестве около 30 тысяч атаковали русских. После отбития нескольких яростных атак, отряд Паскевича, подкреплённый частью колонны Муравьёва, сам перешёл в наступление и после кровопролитного штурма овладел турецкими укреплёнными лагерями, часть защитников которых скрылась в крепости, а другая была рассеяна при преследовании на Ардаганской дороге. Вспомогательный турецкий корпус перестал существовать, русские захватили: 4 лагеря с запасами продовольствия, 10 знамён и 10 орудий.  
Русские потеряли убитыми и ранеными 481 человека. Потери турок гораздо значительнее, только во время преследования, турки оставили на Ардаганской дороге до 1 200 человек убитыми и ранеными, а также до 500 пленных. 

### Взятие крепости
Несмотря, на поражение вспомогательного корпуса, гарнизон Ахалцика (15 тыс. при 70 орудиях), отверг предложение о сдаче; поэтому Паскевич приказал усиленно обстреливать крепость и город, обложив последние со всех доступных сторон. Однако в осадном корпусе запасы истощались, вследствие чего, Паскевич решил 15 августа начать штурм. После сильного артиллерийского обстрела из всех орудий, русские пошли на штурм. Штурмовые колонны ворвались в город с артиллерией, приходилось брать штурмом каждую отдельную постройку. От действия артиллерийского огня в городе возникли сильные пожары, вследствие чего, значительная его часть к ночи была охвачена огнём. Ночной бой был ожесточённым, причём в защите города принимали участие и женщины. К утру гарнизон очистил город и заперся в цитадели, послав к Паскевичу парламентёров. После непродолжительных переговоров, Магомет-Киос-паша решился сдать цитадель с правом вывода гарнизона с частным имуществом. 
Русские потеряли при штурме 616 человек убитыми и ранеными, турки около 5 000 человек. Трофеи русских: 67 орудий, 52 знамён и 5 бунчуков пашей.